# Ograniczenia Pfaffa
Ograniczenia Pfaffa – pojęcie związane z robotami mobilnymi. Opisuje ono ograniczenia ruchu jakim podlega robot. Najczęściej przedstawia ono warunek na brak poślizgu (prędkość) na boki, do przodu i do tyłu itd. Z pojęciem tym związane jest także pojęcie współrzędne pomocnicze.
Ograniczenia Pfaffa zapisywane są jako macierz:
{\displaystyle A(q),}
która spełnia warunek:
{\displaystyle A(q)q^{'}=0,}
gdzie {\displaystyle q} to wektor współrzędnych wewnętrznych.

## Przykład
Na rysunku przedstawione zostało koło/łyżwa/narta na płaszczyźnie {\displaystyle (x,y).} Podlega ono ograniczeniu na brak poślizgu na boki. Położenie i orientacja obiektu zapisana jest jako wektor:
{\displaystyle q=(x,y,\phi ).}
Natomiast ograniczenie na brak poślizgu zapisuje się jako:
{\displaystyle x^{'}\sin \phi -y^{'}\cos \phi =0.}
Macierz {\displaystyle A(q)} przyjmie postać:
{\displaystyle A(q)={\begin{bmatrix}\sin \phi &-\cos \phi &0\end{bmatrix}}.}